# Grace Banu
Grace Banu est une militante trans dalit. Elle est la première personne trans à être admise dans une école d'ingénieurs dans l'État du Tamil Nadu. En 2014, elle étudie au Sri Krishna College of Engineering & Technology (en). 

## Jeunesse
Banu est née et a grandi dans le district de Thoothukudi, dans le Tamil Nadu. En tant qu'Intouchable, elle dit que dès le début de ses études, elle n'est pas autorisée à assister aux horaires habituels de 9 h 30 à 16 h 00. On lui a dit que pour aller à l'école, elle doit accepter d'arriver à 10 heures, une fois que tous les autres élèves sont installés, et de partir à 15 h 30 avant la fin des cours. On dit aux autres étudiants qu'ils seront punis s'ils interagissent avec elle. Ce type d'intouchabilité, fondé à la fois sur sa caste et son identité de genre, l'amène à tenter de se suicider et à renoncer à l'idée de finir ses études. La famille de Banu la rejette en 2008 après son coming-out trans. 
En dépit des difficultés financières et de la discrimination de ses camarades de classe et de ses enseignants, Banu entreprend un diplôme en génie informatique,
Elle est la première personne trans à être admise dans une école d'ingénieurs de l'État du Tamil Nadu. Banu a des difficultés financières pour rester à l'université, en partie parce qu'elle ne reçoit aucun soutien de sa famille à l'époque. Répondant à un appel à l'aide, un homme d'affaires de la région lance une campagne en ligne visant à recueillir des fonds pour qu'elle puisse suivre les cours. 

## Vie professionnelle
Après avoir obtenu son diplôme avec mention honorable (98%), Banu est sélectionnée pour travailler pour une entreprise de logiciels après avoir excellé lors d'un entretien sur le campus. Elle travaille comme programmeuse jusqu'à ce qu'elle quitte son poste au bout de trois ans et demi pour cause de discrimination,. 
Elle dépose un droit à l'information (RTI) pour savoir si l'Université Anna (en) à Chennai accepte les étudiants trans. En découvrant que ce n'est pas le cas, elle passe quand même le concours d'entrée allant ainsi à l'encontre de leurs règles et est admise dans un collège privé affilié, le Sri Krishna College of Engineering,. 
En 2019, elle est consultante pour une Start-up de New Delhi. 

## Activisme
Banu pense que, en fin de compte, la politique de réservation, offrant des lieux dédiés aux membres de différents groupes, est la clé pour aider les personnes transgenres. « Aucun programme gouvernemental ou non gouvernemental temporaire ne peut avoir l'impact transgénérationnel que peuvent avoir les lieux réservés. Ces lieux sont le seul moyen », dit-elle. Elle défend les droits des dalits et des trans, exigeant avec d'autres trans des lieux réservés fondées sur l'identité de genre et la caste,,. 
Banu insiste sur le fait que l'intersectionnalité de ces oppressions est importante. Elle pense que les dalits peuvent être transphobes et que la communauté trans reproduit des structures de privilège de caste. Elle dit que les personnes trans des castes supérieures introduisent le brahmanisme dans des espaces culturels, communautaires et organisateurs trans. Malgré les pressions, les femmes trans de caste supérieure dominent tous les postes de direction, prennent les décisions et définissent les besoins de toute la communauté. Nier le problème des castes dans la communauté trans revient à « cacher une citrouille dans une assiette de riz », dit-elle. 
Banu exprime ses inquiétudes et interroge le décès d'une autre femme trans, nommée Tara (Thara), qui est brûlée vive à Chennai en 2016,. 
Dans le cadre de son militantisme, elle sert de mère adoptive à d'autres femmes trans dont sa première fille, Tharika Banu. Celle-ci est également la première à entreprendre des études secondaires en tant que personne trans en Inde. 
En 2019, elle envoie une pétition à la Haute-Cour du Madras demandant la création d'une politique de quota pour les personnes trans et intersexes dans les secteurs de l'éducation et de l'emploi. En octobre, les juges annoncent qu'un examen physique n'est pas obligatoire pour reconnaître une personne comme trans et demande au gouvernement de l'État du Tamil Nadu d'autoriser les membres du Transgender Welfare Board de pouvoir reconnaître les personnes trans sur la base de l'auto-identification, non plus sur un examen médical. 

## Voir également
- Living Smile Vidya (en), activiste trans en Inde
- Laxmi Narayan Tripathi, activiste trans en Inde